# Lijst van afleveringen van Man About the House
Dit is een lijst met afleveringen van de Britse televisieserie Man About the House. De serie telt 6 seizoenen. Een overzicht van alle afleveringen is hieronder te vinden.

## Seizoen 1
| Nr. | Titel aflevering        | Uitzenddatum UK   |
| --- | ----------------------- | ----------------- |
| 1   | Three's a Crowd         | 15 augustus 1973  |
| 2   | And Mother Makes Four   | 22 augustus 1973  |
| 3   | Some Enchanted Evening  | 29 augustus 1973  |
| 4   | And Then There Were Two | 5 september 1973  |
| 5   | It's Only Money         | 12 september 1973 |
| 6   | Match of the Day        | 19 september 1973 |
| 7   | No Children, No Dogs    | 26 september 1973 |

## Seizoen 2
| Nr. | Titel aflevering                 | Uitzenddatum UK  |
| --- | -------------------------------- | ---------------- |
| 1   | While the Cat's Away             | 9 januari 1974   |
| 2   | Colour Me Yellow                 | 16 januari 1974  |
| 3   | In Praise of Older Men           | 23 januari 1974  |
| 4   | Did You Ever Meet Rommel?        | 30 januari 1974  |
| 5   | Two Foot Two, Eyes of Blue       | 6 februari 1974  |
| 6   | Carry Me Back to Old Southampton | 13 februari 1974 |

## Seizoen 3
| Nr. | Titel aflevering               | Uitzenddatum UK  |
| --- | ------------------------------ | ---------------- |
| 1   | Cuckoo in the Nest             | 9 oktober 1974   |
| 2   | Come Into My Parlour           | 16 oktober 1974  |
| 3   | I Won't Dance, Don't Ask Me... | 23 oktober 1974  |
| 4   | Of Mice and Women              | 30 oktober 1974  |
| 5   | Somebody Out There Likes Me    | 6 november 1974  |
| 6   | We Shall Not Be Moved          | 13 november 1974 |
| 7   | Three of a Kind                | 20 november 1974 |

## Seizoen 4
| Nr. | Titel aflevering          | Uitzenddatum UK |
| --- | ------------------------- | --------------- |
| 1   | Home and Away             | 6 maart 1975    |
| 2   | One for the Road          | 13 maart 1975   |
| 3   | All in the Game           | 20 maart 1975   |
| 4   | Never Give Your Real Name | 27 maart 1975   |
| 5   | The Tender Trap           | 3 april 1975    |
| 6   | My Son, My Son            | 10 april 1975   |

## Seizoen 5
| Nr. | Titel aflevering           | Uitzenddatum UK   |
| --- | -------------------------- | ----------------- |
| 1   | The Last Picture Show      | 4 september 1975  |
| 2   | Right Said George          | 11 september 1975 |
| 3   | A Little Knowledge         | 18 september 1975 |
| 4   | Love and Let Love          | 25 september 1975 |
| 5   | How Does Your Garden Grow? | 2 oktober 1975    |
| 6   | Come Fly with Me           | 9 oktober 1975    |

## Seizoen 6
| Nr. | Titel aflevering             | Uitzenddatum UK  |
| --- | ---------------------------- | ---------------- |
| 1   | The Party's Over             | 25 februari 1976 |
| 2   | One More for the Pot         | 3 maart 1976     |
| 3   | The Generation Game          | 10 maart 1976    |
| 4   | The Sunshine Boys            | 17 maart 1976    |
| 5   | Mum Always Liked You Best    | 24 maart 1976    |
| 6   | Fire Down Below              | 31 maart 1976    |
| 7   | Another Bride, Another Groom | 7 april 1976     |